# Fanta Régina Nacro
Fanta Régina Nacro (Tenkodogo, 4 settembre 1962) è una regista burkinabé.

## Biografia
Nata a Tenkodogo, cresce nel Burkina Faso, in una regione rurale. Comincia a interessarsi di cinema e, dopo essersi diplomata presso l'Inafec (Institut Africain d'Études Cinématographiques) di Ouagadougou nel 1986, prosegue la sua formazione a Parigi. Nel 1993 fonda una casa di produzione cinematografica "Les Film su Défi". È la prima donna regista del Burkina Faso e una delle poche donne registe in Africa subsahariana (Safi Faye è indubbiamente la pioniera).
Nel 1986 partecipa alla realizzazione del lungometraggio Yam Daabo di Idrissa Ouédraogo e nel 1992 esordisce con il suo primo cortometraggio Un certain matin.
Del 1995 è Puk Nini, mentre del 1998 realizza Le Truc de Konaté, cortometraggio sul difficile tema della prevenzione dall'AIDS che riscuote molto successo al Fespaco del 1999. 
Durante la stessa manifestazione, nel 2001, presenta un altro cortometraggio che viene molto apprezzato, Bitou: storia di una donna burkinabé, moglie e madre di tre figli, che decide di dare loro l'occasione di studiare e di migliorare il loro futuro, ma il marito Abel non è propriamente d'accordo. Con un linguaggio estremamente ironico e divertente, la regista racconta una storia della contemporaneità africana. Il corto fa parte della serie "Mama Africa".
Il primo lungometraggio di Fanta Regina Nacro è del 2004, La Nuit de la Vérité.

## Filmografia
- Un certain matin - cortometraggio (1992)
- Puk Nini - cortometraggio (1995)
- Bitou - cortometraggio (2001)
- Le Truc de Konaté - cortometraggio (2001)
- La Nuit de la Vérité (2004)